# Плавание на чемпионате мира по водным видам спорта 2025 — смешанная комбинированная эстафета 4×100 метров
Соревнования в плавании в смешанной комбинированной эстафете 4×100 метров на чемпионате мира по водным видам спорта 2025 года прошли 30 июля на Арене чемпионата мира по водным видам спорта в Singapore Sports Hub. На старт вышли 38 сборных, всего в заплывах приняли участие 166 спортсменов.

## Общая информация
Медали в этой дисциплине на чемпионате мира были разыграны седьмой раз (впервые в 2015 году).
Первый этап спортсмены плыли на спине, затем брассом, баттерфляем и вольным стилем.
Отборочные заплывы начались в 11:36 по местному времени. В финал выходили 8 команд, показавших лучшее время. Финал начался в 20:47 по местному времени.
Сенсацией стало непопадание в финал сборной США, которая выиграла золото в этой дисциплине на чемпионате мира 2024 года и Олимпийских играх 2024 года. Американцы показали только 10-е время в предварительных заплывах. Бронзовый призёр чемпионата мира 2024 года сборная Великобритании также не попала в финал (12-е место в предварительных заплывах).
Золото завоевала команда нейтральных спортсменов B, под этим названием из-за ограничений в связи со вторжением России на Украину в 2022 году, выступали пловцы из России. Уже на первом этапе Мирон Лифинцев установил рекорд России на дистанции 100 метров на спине (51,78), создав значительный задел (занявшие второе место на первом этапе итальянцы отстали на секунду). В дальнейшем команда нейтральных спортсменов B уверенно удерживала своё преимущество, на финише сборная Китая отстала на 2,02 секунды, а занявшие третье место канадцы — почти на три. Результат команды нейтральных спортсменов B (3:37.97) стал новым рекордом чемпионатов мира и рекордом России. Все пловцы из команды нейтральных спортсменов B впервые стали чемпионами мира в 50-метровых бассейнах. Кирилл Пригода был единственным, кто ранее выигрывал медали на чемпионате мира в 50-метровых бассейнах.
В финале 6 сборных выставили состав по этапам «мужчина — мужчина — женщина — женщина», только сборные Канады и Австралии выставили состав «женщина — мужчина — мужчина — женщина».

## Медалисты
Курсивом выделены пловцы, выступавшие только в предварительном заплыве
| Золото | Серебро                                                                                   | Бронза                                                                                             |
| Нейтральные спортсмены B Мирон Лифинцев Кирилл Пригода Дарья Клепикова Дарья Трофимова Данил Семьянинов Александра Кузнецова | Китай · Сюй Цзяюй · Цинь Хайян · Чжан Юйфэй · У Цинфэн · Дун Чжихао · Юй Итин · Чэн Юйцзе | Канада · Кайли Масс · Оливер Доусон · Джошуа Льендо · Тейлор Рак · Ингрид Вильм · Бруклин Даутрайт |

## Рекорды
До начала соревнования рекорды были следующими:
| Мировой рекорд          | 3:37.43 | США | Париж, Франция    | 3 августа 2024 |
| Рекорд чемпионатов мира | 3:38.56 | США | Будапешт, Венгрия | 26 июля 2017   |

## Результаты

### Предварительные заплывы
| Место | Заплыв | Дорожка | Команда                     | Пловцы                                                                                               | Время   | Прим. |
| ----- | ------ | ------- | --------------------------- | --- | ------- | ----- |
| 1     | 4      | 7       | Италия                      | Кристиан Бачико (52,68) Лудовико Виберти (58,67) Костанца Коккончелли (57,71) Сара Куртис (53,13)    | 3:42,19 | Q     |
| 2     | 3      | 3       | Нидерланды                  | Майке де Вард Каспар Корбо Нилс Корстанье Милау ван Вейк                                             | 3:42,56 | Q     |
| 3     | 3      | 4       | Китай                       | Сюй Цзяюй Дун Чжихао Юй Итин Чэн Юйцзе                                                               | 3:42,81 | Q     |
| 4     | 4      | 5       | Австралия                   | Ханна Фредерикс Нэш Уилкес Александрия Перкинс Кай Тейлор                                            | 3:43,11 | Q     |
| 5     | 4      | 3       | Канада                      | Ингрид Вильм Оливер Доусон Джошуа Льендо Бруклин Даутрайт                                            | 3:43,47 | Q     |
| 6     | 3      | 6       | Япония                      | Рику Мацуяма Таку Танигутии Мидзуки Хираи Нагиса Икэмото                                             | 3:43,57 | Q     |
| 7     | 2      | 9       | Нейтральные спортсмены B    | Мирон Лифинцев (52,08) Данил Семьянинов (59,67) Дарья Клепикова (57,65) Александра Кузнецова (54,74) | 3:44,14 | Q     |
| 8     | 3      | 1       | Польша                      | Ксаверий Масюк Доминика Штандера Якуб Маерский Катажина Васик                                        | 3:44,22 | Q, NR |
| 9     | 3      | 5       | Франция                     | Меван Томак Жереми Дельбуа Мари Ваттель Альбан Кашо                                                  | 3:44,31 |       |
| 10    | 4      | 4       | США                         | Китон Джонс Кэмпбелл Маккин Торри Хаск Симоне Мануэль                                                | 3:44,50 |       |
| 11    | 4      | 2       | Германия                    | Винцент Пассек Лукас Мацерат Ангелина Кёлер Нина Хольт                                               | 3:44,53 |       |
| 12    | 4      | 6       | Великобритания              | Кэти Шэнахэн Макс Морган Эдвард Милдред Фрея Андерсон                                                | 3:46,19 |       |
| 13    | 3      | 7       | Швеция                      | Ханна Росвалль Эрик Перссон Луиса Ханссон Робин Хансон                                               | 3:46,91 |       |
| 14    | 3      | 8       | Испания                     | Эстелья Тонрат Ниль Кадеваль Арбидель Гонсалес Мария Даса                                            | 3:48,87 |       |
| 15    | 2      | 6       | Мексика                     | | 3:49,34 | NR    |
| 16    | 4      | 1       | Греция                      | Евангелос Макрияннис Саввас Томоглу Анна Дундунаки Артемис Василаки                                  | 3:49,47 |       |
| 17    | 2      | 5       | Аргентина                   | | 3:51,36 |       |
| 18    | 3      | 0       | ЮАР                         | | 3:52,03 |       |
| 19    | 4      | 9       | Гонконг                     | | 3:52,97 |       |
| 20    | 4      | 0       | Исландия                    | | 3:56,02 |       |
| 21    | 3      | 9       | Сингапур                    | | 3:56,51 |       |
| 22    | 1      | 4       | Аруба                       | | 3:59,70 | NR    |
| 23    | 1      | 7       | Доминиканская Республика    | | 4:03,12 |       |
| 24    | 1      | 2       | Монголия                    | | 4:05,61 |       |
| 25    | 2      | 3       | Уганда                      | | 4:05,65 | NR    |
| 26    | 1      | 3       | Армения                     | | 4:06,45 | NR    |
| 27    | 2      | 7       | Кения                       | | 4:07,72 |       |
| 28    | 1      | 1       | Макао                       | | 4:10,28 |       |
| 29    | 1      | 8       | Фарерские острова           | | 4:12,80 |       |
| 30    | 2      | 4       | Гана                        | | 4:13,77 |       |
| 31    | 1      | 9       | Самоа                       | | 4:24,22 |       |
| 32    | 1      | 0       | Мадагаскар                  | | 4:26,77 |       |
| 33    | 2      | 8       | Северные Марианские Острова | | 4:27,88 |       |
| 34    | 2      | 0       | Кабо-Верде                  | | 4:32,16 |       |
| 35    | 1      | 5       | Мальдивы                    | | 4:40,23 |       |
| 36    | 2      | 2       | Папуа — Новая Гвинея        | | 4:43,43 |       |
| 37    | 1      | 6       | Руанда                      | | 5:08,50 |       |
|       | 3      | 2       | Израиль                     | | DSQ     |       |
|       | 2      | 1       | Нигерия                     | | DNS     |       |
|       | 4      | 8       | Венгрия                     | | DNS     |       |

### Финал
| Место | Дорожка | Команда                  | Пловцы                                                                                        | Время   | Прим.  |
| ----- | ------- | ------------------------ | --------------------------------------------------------------------------------------------- | ------- | ------ |
| 1     | 1       | Нейтральные спортсмены B | Мирон Лифинцев (51,78) Кирилл Пригода (57,56) Дарья Клепикова (55,97) Дарья Трофимова (52,66) | 3:37,97 | CR, NR |
| 2     | 3       | Китай                    | Сюй Цзяюй (53,23) Цинь Хайян (58,14) Чжан Юйфэй (55,96) У Цинфэн (52,66)                      | 3:39,39 |        |
| 3     | 2       | Канада                   | Кайли Масс (58,69) Оливер Доусон (59,63) Джошуа Льендо (49,64) Тейлор Рак (52,94)             | 3:40,90 |        |
| 4     | 5       | Нидерланды               | Кай ван Вестеринг (54,03) Каспар Корбо (58,74) Тесса Гиле (56,29) Маррит Стенберген (51,91)   | 3:40,97 |        |
| 5     | 6       | Австралия                | Кейли Маккиоун Нэш Уилкес Мэттью Темпл Милла Дженсен                                          | 3:41,02 |        |
| 6     | 4       | Италия                   | Кристиан Бачико Николо Мартиненги Костанца Коккончелли Сара Куртис                            | 3:42,19 |        |
| 7     | 7       | Япония                   | Рику Мацуяма Таку Танигутии Мидзуки Хираи Нагиса Икэмото                                      | 3:44,15 |        |
| 8     | 8       | Польша                   | Ксаверий Масюк Доминика Штандера Якуб Маерский Катажина Васик                                 | 3:44,27 |        |

## Комментарии
1. ↑  В соответствии с санкциями, введёнными после российского вторжения в Украину, спортсменам из России было запрещено использовать наименование своей страны, флаг и гимн. Вместо этого они участвовали как «Нейтральные спортсмены B (NAB)» под флагом Международной федерации плавания.